# Phelsuma barbouri
Phelsuma barbouri là một loài thằn lằn trong họ Gekkonidae. Loài này được Loveridge mô tả khoa học đầu tiên năm 1942.